# Métildigoxine
La métildigoxine (dénomination commune internationale) est un glycoside cardiotonique extrait de la digitale. Il fait partie de la classe des digitaliques. On l'utilise dans le traitement de diverses affections du cœur. La métildigoxine est très proche de la digoxine. Elle a probablement les mêmes propriétés, effets indésirables et interactions que la digoxine. Étant donné que l'expérience avec la digoxine est beaucoup plus grande, l'utilisation de la métildigoxine n'est pas justifiée.

## Mécanisme d'action
- Voir digoxine

## Synonymes
Méthyldigoxine (ancien nom)